# Mariyanahosur, Krishnarajpet
Mariyanahosur là một làng thuộc tehsil Krishnarajpet, huyện Mandya, bang Karnataka, Ấn Độ.